# Stellaria minuta
Stellaria minuta är en nejlikväxtart som beskrevs av T. Kirk. Stellaria minuta ingår i släktet stjärnblommor, och familjen nejlikväxter. Inga underarter finns listade i Catalogue of Life.